# Assedio di Stavyšče
L'assedio di Stavyšče fu un episodio che ebbe luogo nel gennaio del 1664 durante la guerra russo-polacca del 1654–1667.
Le forze della Corona polacca al comando di Stefan Czarniecki assediarono il villaggio di Stavyšče che al tempo era parte del voivodato di Kiev. I residenti di Stavyšče si ribellarono al governo polacco e di conseguenza il villaggio venne raso al suolo nel gennaio del 1665.
A metà del 1664, le forze polacche al comando di Czarniecki razziarono l'Ucraina e nel contempo la cittadina di Stavyšče, non lontana da Bila Cerkva si ribellò al governo polacco (si vedano a tal proposito le condizioni del trattato di Andrusovo). Il suo assedio iniziò il 7 luglio e durò quattro mesi, dopo i quali i difensori si arresero per fame e per la mancanza di munizioni. I capi della ribellione vennero uccisi e la città dovette pagare una pesante multa all'esercito polacco. Poco dopo, una nuova ribellione iniziò a Stavyšče. Questa volta, Czarniecki ordinò di uccidere tutti i residenti e di dare alle fiamme la città.

## La prima rivolta
La ribellione ebbe inizio nel giugno del 1664 e i suoi capi chiamarono subito ad intervenire in aiuto della loro causa i cosacchi di Zaporižžja comandati da Ivan Brjuchoveckij. Per tutta risposta, l'atamano della corona Stefan Czarniecki ordinò a 1000 soldati di rimanere a Korsun' per intercettare i cosacchi di Brjuchoveckij. Il grosso delle forze polacche si palesò il 7 luglio.
Le difese di Stavyšče erano comandate dai colonnelli cosacchi Dačko e Bulganin, e le forze polacche erano invece supportate dai tatari di Crimea che, col permesso di Czarniecki, misero a ferro e fuoco tutti i villaggi della zona, catturandone gli abitanti. L'11 luglio, Czarniecki ordinò un attacco generale. Polacchi e tatari cercarono di entrare in città, ma da subito i tatari si distrassero con una serie di saccheggi e i difensori cosacchi sfruttarono questo fatto per contrattaccare, costringendo infine gli invasori alla ritirata.
Alla fine di luglio i polacchi attaccarono nuovamente, cercando di superare le mura della città, ma le loro perdite furono così alte che Czarniecki bloccò l'assalto.
Dopo gli assalti di Czarniecki, le cui forze mancavano di artiglieria pesante, le forze polacche decisero di non attaccare più la città, ma di ridurla alla fame bloccandone i rifornimenti. Dal momento che il grosso delle forze polacche e tatare erano concentrate attorno a Stavyšče, l'atamano cosacco Ivan Brjuchoveckij decise di contrattaccare. Dopo un iniziale successo, i cosacchi supportati da russi e calmucchi, vennero sconfitti dai rinforzi dell'orda Nogai.

## La capitolazione
La situazione della città assediata era comunque disperata. Successivamente, sul finire dell'estate del 1664, i soldati di Stefan Czarniecki riuscirono a pacificare brutalmente l'Ucraina, uccidendo centinaia di contadini. Il 7 ottobre, i ribelli si piegarono al re polacco. Dopo la capitolazione, i capi cosacchi vennero uccisi dai polacchi, ma per ordine di Czarniecki i residenti di Stavyšče vennero risparmiati. Gli abitanti vennero invece obbligati a finanziare l'esercito polacco e per questo scopo Czarniecki diede ordine di rimuovere le campane della chiesa locale per fabbricare nuovi cannoni.

## La seconda rivolta
A gennaio del 1665, scoppiò un'ulteriore rivolta a Stavyšče. I cosacchi uccisero tutti i soldati polacchi presenti di guardia in città e Stefan Czarniecki decise a questo punto di punire severamente Stavyšče, inviando un'intera divisione che mise completamente a ferro e fuoco la cittadina, uccidendo tutti i residenti. Durante questi eventi, Czarniecki rimase ferito e morì il 15 febbraio 1665 a causa dei danni riportati.